# Quinta do Conventinho
Die Quinta do Conventinho ist ein ehemaliges Landgut (portugiesisch quinta) in der Freguesia Santo António dos Cavaleiros (Kreis Loures).

## Geschichte
Das Gebäude wurde im 16. Jahrhundert als Franziskanerkloster errichtet. Nach Aufhebung aller religiöser Orden in Portugal in der ersten Hälfte des 19. Jahrhunderts stand das Gebäude leer. António Bernardo da Costa Cabral, 1º Conde von Tomar und Erster Minister der Königin erwarb das Anwesen. In den 1990er Jahren erwarb die Câmara Municipal von Loures das Gut und brachte dort ein Kreismuseum unter.